# Survivor Series (2005)
Survivor Series (2005) — щорічне pay-per-view шоу «Survivor Series», що проводиться федерацією реслінгу WWE. Шоу відбулося 27 листопада 2005 року в Джо-Луїс-арена у Детройті, Мічиган (США). Це було 19 шоу в історії «Survivor Series». Шість матчів відбулися під час шоу та ще один перед показом.